# I'm Not Alone (Calvin Harris)
I'm Not Alone è un singolo discografico del DJ e produttore discografico scozzese Calvin Harris, pubblicato nel 2009 ed estratto dal suo secondo album in studio Ready for the Weekend.

## Tracce
- CD Singolo (UK)

1. I'm Not Alone (Radio Edit) – 3:32
2. I'm Not Alone (Extended Mix) – 4:28

- 12" (UK)

1. A1. I'm Not Alone (Hervé's See You at the Festival Remix) – 5:33
2. A2. I'm Not Alone (Radio Edit) – 3:32
3. B1. I'm Not Alone (deadmau5 Remix) – 8:15
4. B2. I'm Not Alone (Extended Mix) – 4:28

## Video
Il videoclip della canzone è stato girato ad Oslo (Norvegia) ed è stato diretto dal regista norvegese Christian Holm-Glad.

## Classifiche
| Classifica (2009) | Posizione raggiunta |
| ----------------- | ------------------- |
| Regno Unito       | 1                   |

## Controversie
Calvin Harris sostenne che la canzone Yeah 3X del cantante statunitense Chris Brown, uscita nell'ottobre 2010, fosse un plagio del suo singolo I'm Not Alone, scrivendo su un social network: "Stavo mangiando i miei cornflakes quando ho sentito il nuovo singolo di Chris Brown questa mattina. Sapete a che mi riferisco?" e, dopo aver ricevuto diversi messaggi discriminatori da parte di molti fan di Brown, ripubblicò la frase: "Non mi importa che mi definiate un nessuno. Plagiare è plagiare, non importa chi sei! Non significa nulla che Chris Brown sia una celebrità internazionale, non può comunque plagiare un ragazzo che pochi conoscono".
Successivamente il produttore ha dichiarato in un'intervista "Dopo averlo incontrato scoprii che lui nemmeno sapeva della mia esistenza, e questa è la cosa più divertente. Però il produttore del brano, DJ Frank E, sapeva bene chi fossi, è un produttore rispettato, ha lavorato con Tiësto su alcuni brani, forse è lì che è nato il collegamento. Diciamo che è stata tutto una coincidenza divertente.
Infine dopo aver parlato con Brown, il cantante decise di aggiungere il nome di Harris nei crediti della canzone.

## Edizione 2019
L'artista ha ripubblicato la canzone in una nuova versione il 5 aprile 2019, sempre per la Columbia, sotto forma di EP.

### Tracce
- Download digitale

1. I'm Not Alone (CamelPhat Remix I) – 4:04
2. I'm Not Alone (CamelPhat Remix II) – 6:03
3. I'm Not Alone (2019 Edit) – 3:21
4. I'm Not Alone (Thomas Schumacher Remix) – 3:41
5. I'm Not Alone (2009 Remaster) – 3:36

### Classifiche
| Classifica (2019) | Posizione raggiunta |
| ----------------- | ------------------- |
| Regno Unito       | 66                  |